# Rudolf Grimm (Physiker)

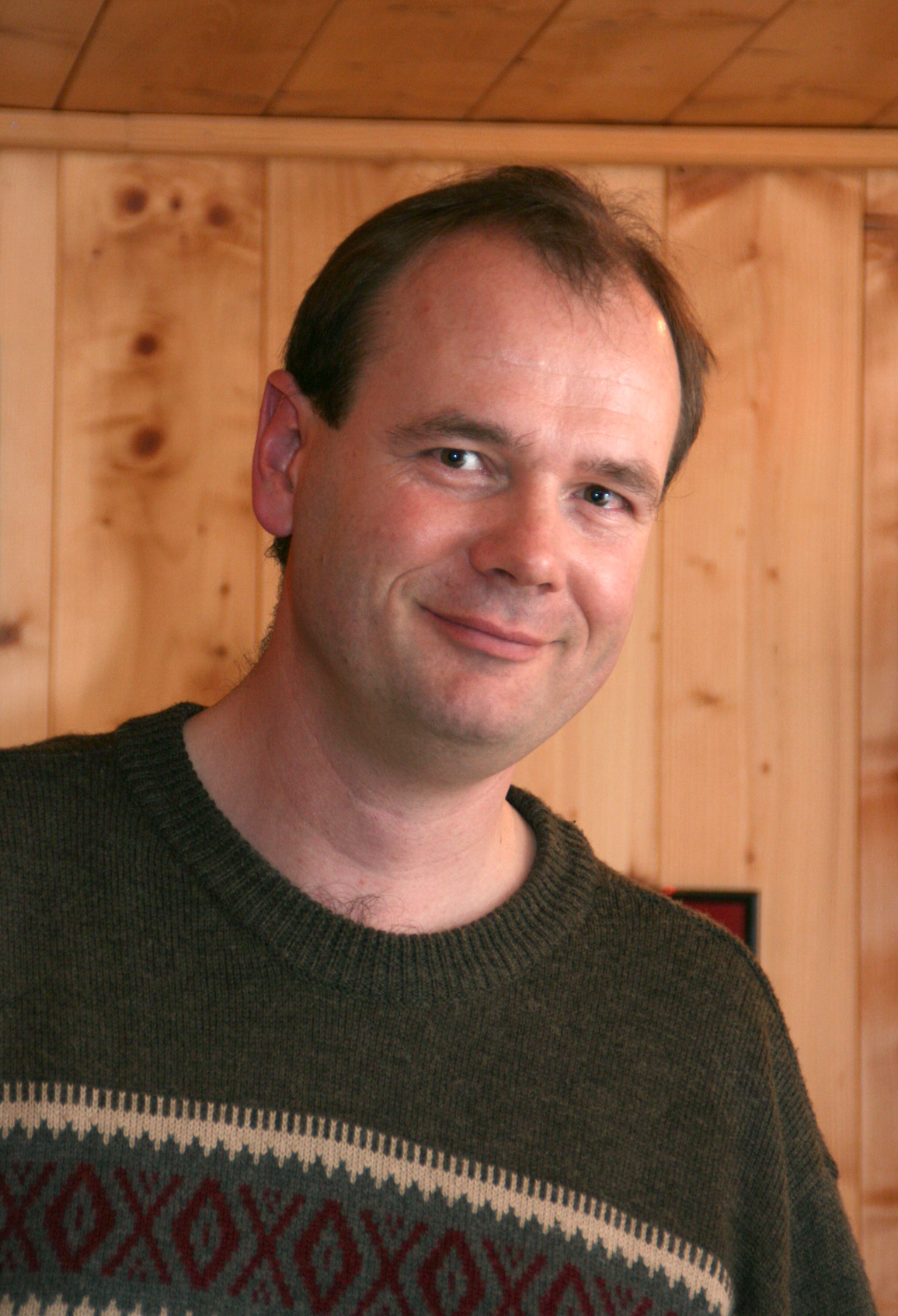
Rudolf Grimm

Rudolf Grimm (* 10. November 1961 in Mannheim) ist ein deutsch-österreichischer Experimentalphysiker. Er beschäftigt sich mit ultrakalten Atomen und Quantengasen und konnte mit seinem Team als weltweit erster Wissenschaftler ein Bose-Einstein-Kondensat aus Molekülen realisieren.

## Leben
Vor seiner wissenschaftlichen Karriere war Rudolf Grimm Gitarrist der Pop-Punk-Band Bärchen und die Milchbubis. An der Universität Hannover absolvierte er ein Physik-Studium, das er 1986 abschloss. Von 1986 bis 1989 forschte er als Doktorand an der ETH Zürich und ging dann für ein halbes Jahr an das Institut für Spektroskopie der Akademie der Wissenschaften der UdSSR in Troizk bei Moskau. Anschließend war er für zehn Jahre als wissenschaftlicher Mitarbeiter am Max-Planck-Institut für Kernphysik in Heidelberg tätig. 1994 habilitierte sich Grimm an der Universität Heidelberg im Fach Experimentalphysik.
Im Jahr 2000 erfolgte seine Berufung auf einen Lehrstuhl für Experimentalphysik an die Universität Innsbruck. Hier war er von 2005 bis 2008 auch Dekan der Fakultät für Mathematik, Informatik und Physik und ist seit 2006 Leiter des Forschungszentrums für Quantenphysik.
Seit 2003 ist er außerdem Wissenschaftlicher Direktor am Institut für Quantenoptik und Quanteninformation (IQOQI) der Österreichischen Akademie der Wissenschaften (ÖAW).
Rudolf Grimm ist verheiratet und Vater von drei Kindern. Seit dem 17. Dezember 2007 besitzt er neben der deutschen Staatsbürgerschaft auch die österreichische.

## Wirken
Der Experimentalphysiker beschäftigt sich mit Bose-Einstein-Kondensaten aus Atomen und Molekülen sowie fermionischen Quantengasen. 2002 gelang seiner Arbeitsgruppe die weltweit erste Erzeugung eines Bose-Einstein-Kondensats aus Cäsiumatomen. Ein Jahr später erzeugte das Team erstmals ein Bose-Einstein-Kondensat aus Molekülen. 2004 realisierten die Innsbrucker Forscher ein Fermi-Kondensat. Das Wissenschaftsmagazin Science reihte diesen Erfolg unter die weltweit zehn besten Arbeiten aus allen naturwissenschaftlichen Disziplinen in diesem Jahr. Grimm konnte bei den Arbeiten zu kollektiven Schwingungsanregungen und Paarbildungsenergien erstmals Indizien für die reibungsfreie Strömung von Teilchen (Superfluidität) in Fermi-Kondensaten finden. Inzwischen sind die Physiker um Rudolf Grimm in der Lage, auch komplexere Moleküle in ultrakalten Quantengasen herzustellen. 2006 gelang die erste experimentelle Beobachtung von Efimov-Zuständen, die der Russe Vitali Efimov Anfang der 1970er-Jahre theoretisch vorhergesagt hatte. Derzeit (2007) arbeitet Grimm intensiv an gemischten Kondensaten aus Atomen unterschiedlicher Elemente.

## Auszeichnungen
Für seine wissenschaftlichen Leistungen wurde Rudolf Grimm mit zahlreichen Preisen ausgezeichnet. So erhielt er 2005 die höchste österreichische Wissenschaftsauszeichnung, den Wittgenstein-Preis. Im gleichen Jahr wurde er von der österreichischen Tageszeitung „Die Presse“ zum „Österreicher des Jahres 2005“ im Bereich Forschung gewählt. Schon früher erhielt er den Gerhard-Hess-Preis der Deutschen Forschungsgemeinschaft (1996) und die Silbermedaille der ETH Zürich (1989). 2006 wurde ihm der Beller Lectureship Award der American Physical Society (APS), deren Fellow er 2007 wurde, verliehen. Seit 2006 ist Rudolf Grimm wirkliches Mitglied der Österreichischen Akademie der Wissenschaften. 2008 erhielt er den Tiroler Landespreis für Wissenschaft. Im Jahr 2009 wurde er in Österreich Wissenschaftler des Jahres. 2018 wurde er gemeinsam mit Vitali Efimov mit der erstmals vergebenen Faddeev-Medaille geehrt. 2021 erhielt er einen ERC Advanced Grant.